# Volodimir Ivanovics Jezerszkij
Volodimir Ivanovics Jezerszkij (ukránul: Володимир Іванович Єзерський; Lvov, 1976. november 15. –) ukrán labdarúgó, jelenleg a Sahtar Doneck játékosa.

## Külső hivatkozások
- Adatlapja a Sahtar hivatalos oldalán Archiválva 2011. szeptember 21-i dátummal a Wayback Machine-ben (ukránul)